# 토아파요역

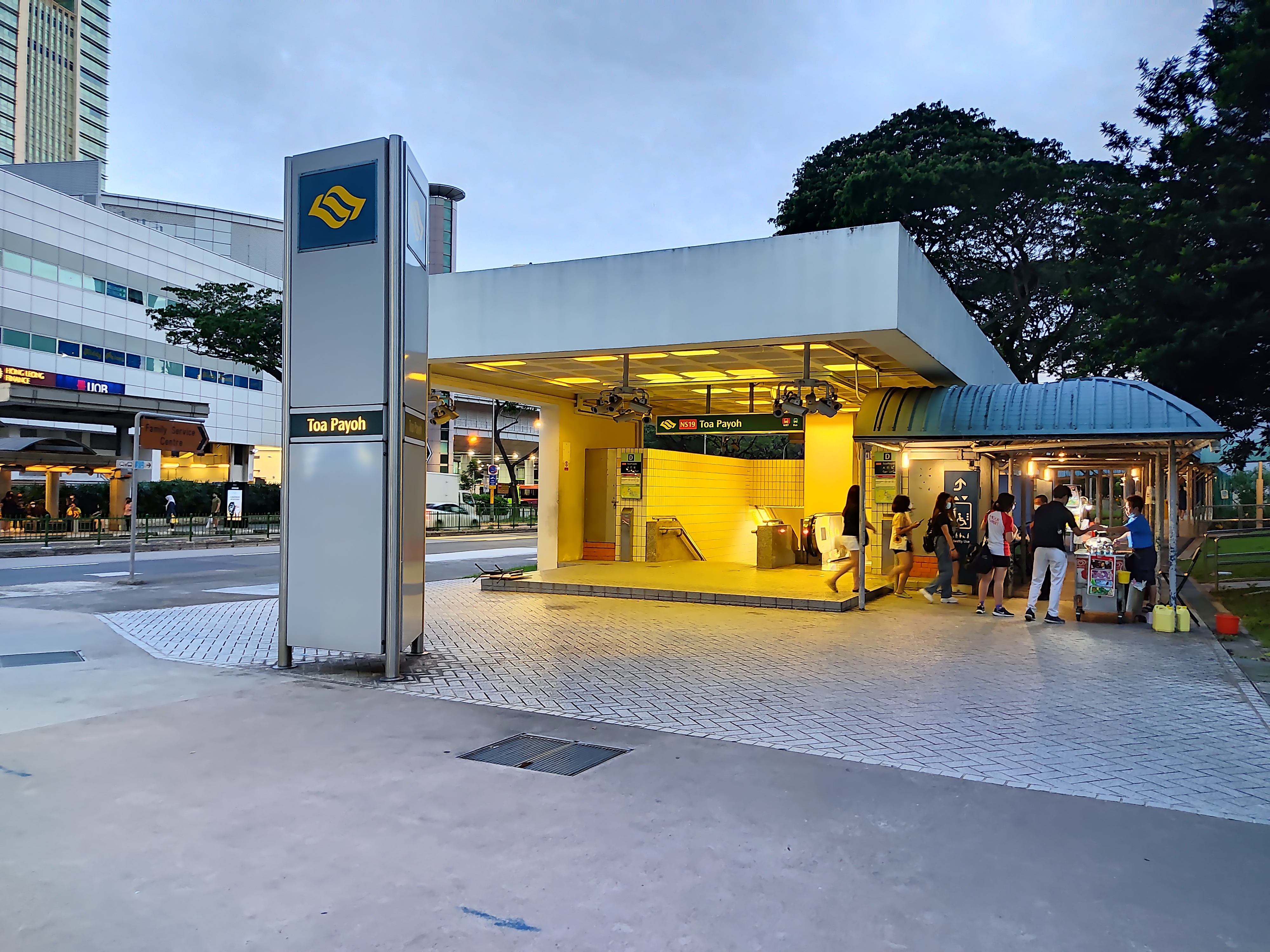

토아파요역(Toa Payoh MRT station)은 싱가포르 토아 파요에 있는 노스사우스선(NSL)에 있는 지하철 MRT(Mass Rapid Transit) 역이다. 토아파요(Toa Payoh) 시내 중심가에 위치하며 토아파요 버스 인터체인지(Toa Payoh Bus Interchange) 및 주택개발청(Housing and Development Board) 본부인 HDB 허브와 통합되어 있다. 이 역은 로롱 1 토아 파요, 로롱 2 토아 파요 및 로롱 6 토아 파요의 세 도로 교차로 아래에 있다.
1982년 5월에 처음 발표된 이 역의 건설은 MRT 시스템 1단계의 일부로 1983년에 시작되었다. 1985년 8월에 콘크리트 구조가 완성된 싱가포르 최초의 대중교통 역이 되었다. 1987년 11월 7일에 개통되었으며 유료 서비스를 운영하는 최초의 MRT 역 중 하나였다. 중앙 홀 수준에는 컬러 타일 세트가 있는 밝은 노란색 구성이 있다.